# Gazeta Studencka (miesięcznik olsztyński)
Gazeta Studencka – miesięcznik studentów Uniwersytetu Warmińsko-Mazurskiego w Olsztynie, ISSN 1733-734, wydawany od 2004 r., nakład 2000 egz. miesięcznik informacyjny redagowany przez studentów UWM w Olsztynie, pismo bezpłatne, dostępne w budynkach Uniwersytetu, akademikach, niektórych sklepach.  Wydawane w kolorze, w dużym formacie gazetowym, 8 stron. Publikowane są artykuły studentów: recenzje, felietony, eseje, wywiady, relacje z  uroczystości i studenckich imprez, relacje z wydarzeń kulturalnych, opinie.
Miesięcznik wydawany jest przez Akademickie Centrum Mediów UWM w Olsztynie.
- Redaktor naczelny – Lech Kryszałowicz
- Zespół Redakcyjny: studenci UWM.

Do marca 2009 r. wyszło 37 numerów.